# Live at Berkeley
Live at Berkeley – pośmiertnie wydany album koncertowy Jimiego Hendriksa, dokumentujący drugi występ w Berkeley Community Theatre w Berkeley z 30 maja 1970 roku.

## Lista utworów
Autorem wszystkich utworów, chyba że zaznaczono inaczej jest Jimi Hendrix.
| Nr  | Tytuł utworu                   | Długość |
| --- | ------------------------------ | ------- |
| 1.  | „Introduction”                 | 1:47    |
| 2.  | „Pass It On (Straight Ahead)”  | 6:58    |
| 3.  | „Hey Baby (New Rising Sun)”    | 6:07    |
| 4.  | „Lover Man”                    | 2:59    |
| 5.  | „Stone Free”                   | 4:08    |
| 6.  | „Hey Joe”                      | 4:49    |
| 7.  | „I Don’t Live Today”           | 5:26    |
| 8.  | „Machine Gun”                  | 11:22   |
| 9.  | „Foxy Lady”                    | 6:30    |
| 10. | „Star Spangled Banner”         | 2:45    |
| 11. | „Purple Haze”                  | 3:48    |
| 12. | „Voodoo Child (Slight Return)” | 10:49   |
|     |                                | 1:07:28 |

## Artyści nagrywający płytę
- Jimi Hendrix – gitara, śpiew
- Mitch Mitchell – perkusja
- Billy Cox – gitara basowa